# Hungarian Grand Prix 2022
Hungarian Grand Prix 2022 byl tenisový turnaj pořádaný jako součást ženského okruhu WTA Tour, který se po osmi letech vrátil na otevřené antukové dvorce Tenisové akademie Római. Probíhal mezi 11. a 17. červencem 2022 v maďarské metropoli Budapešti jako dvacátý pátý ročník turnaje.
Turnaj dotovaný 203 024 eury patřil do kategorie WTA 250. Nejvýše nasazenou hráčkou v singlu se stala světová čtrnáctka Barbora Krejčíková, která na úvod prohrála s Číňankou Wang Si-jü. V důsledku invaze Ruska na Ukrajinu na konci února 2022 řídící organizace tenisu ATP, WTA a ITF s grandslamy rozhodly, že ruští a běloruští tenisté mohli dále na okruzích startovat, ale do odvolání nikoli pod vlajkami Ruska a Běloruska.
První singlový titul na okruhu WTA Tour vybojovala americká kvalifikantka Bernarda Peraová. Stala se tak čtvrtou vítězkou v probíhající sezóně, která získala premiérovou trofej a třetí z pozice kvalifikantky. Čtyřhru ovládl gruzínský pár Jekatěrine Gorgodzeová a Oxana Kalašnikovová, jehož členky si odvezly první společnou trofej.

## Rozdělení bodů a finančních odměn

### Rozdělení bodů
| Soutěž      | Soutěž      | vítězové | finalisté | semifinalisté | čtvrtfinalisté | 16 v kole | 32 v kole | Q  | Q2 | Q1 |
| ----------- | ----------- | -------- | --------- | ------------- | -------------- | --------- | --------- | -- | -- | -- |
| dvouhra žen | [ 1 ] [ 4 ] | 280      | 180       | 110           | 60             | 30        | 1         | 18 | 12 | 1  |
| čtyřhra žen | [ 5 ]       | 280      | 180       | 110           | 60             | 1         | —         | —  | —  | —  |

### Finanční odměny
| Soutěž                                | Soutěž      | vítězové | finalisté | semifinalisté | čtvrtfinalisté | 16 v kole | 32 v kole | Q2      | Q1      |
| ------------------------------------- | ----------- | -------- | --------- | ------------- | -------------- | --------- | --------- | ------- | ------- |
| dvouhra žen                           | [ 1 ] [ 4 ] | 26 770 € | 15 922 €  | 8 870 €       | 5 000 €        | 3 065 €   | 2 200 €   | 1 613 € | 1 047 € |
| čtyřhra žen                           | [ 5 ]       | 9 680 €  | 5 400 €   | 3 185 €       | 1 895 €        | 1 450 €   | —         | —       | —       |
| částka ve čtyřhrách je uvedena na pár |             |          |           |               |                |           |           |         |         |

## Ženská dvouhra

### Nasazení
| Stát                           | Hráčka                  | WTA | Nasazení |
| ------------------------------ | ----------------------- | --- | -------- |
| Česko                          | Barbora Krejčíková      | 14. | 1.       |
| Itálie                         | Martina Trevisanová     | 29. | 2.       |
| Kazachstán                     | Julia Putincevová       | 33. | 3.       |
| Ukrajina                       | Anhelina Kalininová     | 34. | 4.       |
|                                | Aljaksandra Sasnovičová | 35. | 5.       |
| Čína                           | Čang Šuaj               | 41. | 6.       |
| Rumunsko                       | Elena-Gabriela Ruseová  | 54. | 7.       |
| Česko                          | Tereza Martincová       | 61. | 8.       |
| Maďarsko                       | Anna Bondárová          | 64. | 9.       |
| Žebříček WTA k 27. červnu 2022 |                         |     |          |

### Jiné formy účasti
Následující hráčky obdržely divokou kartu do hlavní soutěže:
- Tímea Babosová
- Réka Luca Janiová
- Natália Szabaninová

Následující hráčka nastoupila pod žebříčkovou ochranou:
- Laura Siegemundová

Následující hráčky si zajistily postup do hlavní soutěže z kvalifikace:
- Carolina Alvesová
- Kateryna Baindlová
- Jesika Malečková
- Despina Papamichailová
- Bernarda Peraová
- Fanny Stollárová

Následující hráčky postoupily z kvalifikace jako šťastné poražené:
- Marina Bassolsová Riberová
- Laura Pigossiová

### Odhlášení
před zahájením turnaje
- Claire Liuová → nahradila ji  Dalma Gálfiová
- Marta Kosťuková → nahradila ji  Panna Udvardyová
- Tereza Martincová → nahradila ji  Marina Bassolsová Riberová
- Andrea Petkovicová → nahradila ji   Kamilla Rachimovová
- Jelena Rybakinová → nahradila ji  Laura Pigossiová
- Ajla Tomljanovićová → nahradila ji  Jekatěrine Gorgodzeová
- Wang Sin-jü → nahradila ji  Wang Si-jü
- Čeng Čchin-wen → nahradila ji  Ana Bogdanová

### Skrečování
- Anhelina Kalininová
- Lesja Curenková

### Nasazení
| Stát                                                                       | Hráčka                 | Stát   | Hráčka               | WTA  | Nasazení |
| -------------------------------------------------------------------------- | ---------------------- | ------ | -------------------- | ---- | -------- |
| Německo                                                                    | Laura Siegemundová     | Čína   | Čang Šuaj            | 52.  | 1.       |
| Kazachstán                                                                 | Anna Danilinová        | Srbsko | Aleksandra Krunićová | 63.  | 2.       |
| Gruzie                                                                     | Natela Dzalamidzeová   |        | Kamilla Rachimovová  | 111. | 3.       |
| Gruzie                                                                     | Jekatěrine Gorgodzeová | Gruzie | Oxana Kalašnikovová  | 125. | 4.       |
| Žebříček WTA k 27. červnu 2022; číslo je součtem umístění obou členek páru |                        |        |                      |      |          |

### Jiné formy účasti
Následující páry získaly do soutěže divokou kartu:
- Réka Luca Janiová /  Adrienn Nagyová
- Natalia Szabaninová /  Luca Udvardyová

### Odhlášení
před zahájením turnaje
- Marta Kosťuková /  Elena-Gabriela Ruseová → nahradily je  Elixane Lechemiová /  Jesika Malečková
- Kaitlyn Christianová /   Lidzija Marozavová → nahradily je  Jessy Rompiesová /  Sie Jü-ťie
- Irina Baraová /  Jekatěrine Gorgodzeová → nahradily je  Jekatěrine Gorgodzeová /  Oxana Kalašnikovová

## Přehled finále

### Ženská dvouhra
- Bernarda Peraová vs.  Aleksandra Krunićová 6–3, 6–3

### Ženská čtyřhra
- Jekatěrine Gorgodzeová /  Oxana Kalašnikovová vs.  Katarzyna Piterová /  Kimberley Zimmermannová, 1–6, 6–4, [10–6]